# Hudson Selection
The Hudson Selection Vol. 1-4 es una colección de videojuegos de Hudson Soft publicada, solo en Japón, para Nintendo GameCube y PlayStation 2 entre noviembre y diciembre de 2003. Cada volumen es un remake mejorado de un título clásico de la compañía.

## Lista de juegos
- Lode Runner, lanzado en Japón el 10 de julio de 2003 para GameCube y el 27 de noviembre de 2003 para PlayStation 2.
- Star Soldier, lanzado en Japón el 10 de julio de 2003 para GameCube y el 27 de noviembre de 2003 para PlayStation 2.
- Bonk's Adventure, lanzado en 4 de diciembre de 2003 para GameCube y PlayStation 2 en Japón.
- Takahashi Menjin, lanzado en 18 de diciembre de 2003 para GameCube y PlayStation 2 en Japón.

- Datos: Q5928889